# Olimpijska svečanost
Olimpijsku svečanost čine događaji otvaranja o zatvaranja pojedinih Olimpijskih igara.

## Svečano otvaranje
Svečanost otvaranja Olimpijskih igara protkana je mnogim običajima koji su postali tradicijom. Po takvoj tradiciji svečanost otvaranja počinje mimohodom predstavnika država na način da sportaši ulaze na stadion po abecednom redu svojih zemalja. Uvijek prva izlazi delegacija Grčke, domovine Olimpijskih igara, a posljednja delegacija države koje organizira Igre. Na čelu reprezentacije svake države stupa sportaš ili sportašica koji imaju čast nositi zastavu svoje zemlje. 
Nakon što su sportaši – predstavnici svih država ušli na olimpijski stadion Igre proglašava otvorenim sam šef države domaćina. Tada se svira olimpijska himna i u stadion se unosi olimpijska zastava. Za to vrijeme baklja s olimpijskim plamenom je na ulazu u stadion, gdje je na kraju, preuzima posljednji nosač baklje. Ovo je možda najveća čast koja se može pružiti nekoj osobi, a za posljednjeg nosača plamena obično se bira istaknuti sportaš, bivši ili sadašnji, naravno zemlje domaćina. Posljednji nosač baklje prinosi olimpijski plamen plameniku koji je smješten na dominantnom mjestu olimpijskog stadiona. Uskoro olimpijski plamen počinje gorjeti svom silinom, uz istovremeno oslobađanje mnoštva golubova, simbola mira. 
Naposljetku, svi nositelji zastava zemalja sudionica okružuju govornicu na koju dolazi jedan sportaš i jedan sudac. Prvi, u ime svih sportaša, sudionika Igara, a drugi u ime sudaca koji će suditi natjecanja na Igrama, polažu svečanu olimpijsku prisegu da će se viteški časno i pošteno boriti i natjecati, odnosno pravedno i nepristrano suditi.
Uz tradicijske elemente otvaranja Olimpijskih igara, svaka zemlja domaćin u tu svečanost unosi i dijelove svoje kulture, tradicije i običaja.

## Svečano zatvaranje
Zatvaranje Olimpijskih igara nije protkano tako strogim pravilima kao svečano otvaranje. Sportaši svih zemalja ulaze na stadion, ali ne, kao prilikom otvaranja, strogo iza svog nacionalnog stijega, nego svi izmiješani, da bi se time simboliziralo jedinstvo sportske mladosti svijeta. Olimpijski plamen polako se gasi, olimpijska zastava polako se spušta niz jarbol, skida se, slaže i predaje gradonačelniku grada-domaćina sljedećih Olimpijskih igara.
Predsjednik MOO-a proglašava Olimpijske igre zatvorenim.

## Galerija
- Svečanost otvaranja na OI u Sydneyu 2000.
- Svečanost otvaranja na OI u Ateni 2004.
- Svečanost otvaranja na ZOI u Sočiju 2014.
- Svečanost otvaranja na OI u Riju 2016.